# 鼎新镇 (金塔县)
鼎新镇，是中华人民共和国甘肃省酒泉市金塔县下辖的一个乡镇级行政单位。

## 行政区划
鼎新镇下辖以下地区：
上元村、洪号村、新西村、进化村、头分村、东明村、新民村、友好村、夹墩湾村、芨芨村、双树村和第一社区。